# ウラジーミル・ギリャロフスキー
ウラジーミル・アレクセーエヴィチ・ギリャロフスキー（Владимир Алексеевич Гиляровский、1855年12月8日 - 1935年10月1日 ）は、ロシアのルポルタージュ作家。通称ギリャイ。

## 生涯
ヴォログダ県のオルスフィエフ伯爵の領地に生まれる。父は領地の森林監督助手、母は森林監督の娘。肉体労働を経験したのち陸軍歩兵部隊に入隊、幼年学校へ送られるが規律違反により放校。舟曳きや荷役人夫、サーカス団員などさまざまな仕事を経験しつつ放浪生活を送る。
モスクワの劇場で俳優兼演出助手として働いたことがきっかけでジャーナリズムの道に入る。工場人夫の記録『死すべき人々』の草稿をグレープ・ウスペンスキーに高く評価され、その記事は月刊誌『ロシア報知』で署名記事となる。それ以降、『ロシア報知』、『ロシアの声』など各紙で活動。作家のアントン・チェーホフやワレリー・ブリューソフと交流する。ニコライ2世戴冠式記念祝典での事故、セルビアのミラン公暗殺未遂事件、ゴーゴリ没後50周年記事、チェーホフ追悼記事などを発表する。
十月革命ののちには、『イズベスチヤ』、『文学新聞』、『夕刊モスクワ』などソ連の新聞でも執筆を行なった。

## 作風
知識人から下層階級の人々にいたるまで多様な人々と交流があり、独特の生活感あふれる作品を書いた。貧民窟について書いた記事を集め、初の単行本『貧民窟の人々』として出版するが、検閲により焚書となる。その借金返済のために『競馬ジャーナル』を発刊したこともあった。

## 主な日本語訳
- 『帝政末期のモスクワ』 村手義治訳、中央公論社、1985年／中公文庫、1990年
原題は『モスクワとモスクワっ子』。貧民窟ヒトロフカや、古物市スハレフカ、銭湯、ロシア料理屋などモスクワの名所を紹介している。
  - 『世紀末のモスクワ　モスクワとモスクワ人』 中田甫訳、群像社、1985年 - 別訳版
- 『帝政末期のロシア人』 村手義治訳、中央公論社、1986年／中公文庫、1990年
グレープ・ウスペンスキー、チェーホフ、ドミートリー・エヴァルニツキー（歴史家）、アレクサンドル・オストロフスキー（劇作家）、マクシム・ゴーリキー、アレクセイ・サヴラーノフ（画家）、スホヴォ＝コブィリン（劇作家）、レフ・トルストイ、エルピジフォール・バルソフ（民俗学者）、ワレリイ・ブリューソフといった人々との交流の回想録。